# 野滨藜
野滨藜（学名：Atriplex fera）是苋科滨藜属的植物。分布在西伯利亚、蒙古以及中国大陆的内蒙古、河北、青海、陕西、山西、黑龙江、新疆、甘肃、吉林等地，生长于海拔500米至3,000米的地区，见于河滩、渠沿、湖边或路边含盐碱的地方，目前尚未由人工引种栽培。

## 别名
三齿粉藜（东北草本植物志）

## 异名
- Atriplex fera (L.) Bunge var. commixta H. C. Fu et Z. Y. Chu